# ميكا (شركة)
ميكا هي شركة تطوير برمجيات متخصصة في مجال الرعاية الصحية. يقع مقرها الرئيسي في مدينة كيبيك، كيبك (مقاطعة)، كندا ولها مكاتب في مدينة نيويورك، نيويورك (ولاية)، الولايات المتحدة الأمريكية.
تأسست ميكا في عام 2002 من قبل ناثانيل ب. فندلي. كان أول منتج للشركة منصة تغذية متنقلة تسمى ماي فود فون. ماي فود فون هو تطبيق صغير للهاتف الخلوي يوفر للعملاء مجلة التغذية الكاملة والوصول إلى اختصاصي التغذية. يأخذ العملاء صورة لوجباتهم ويرسلونها عبر ماي فود فون ليتم تحليلها من قبل مدرب أو مستشار تغذية شخصي.
تمت إعادة تسمية ماي فود فون كـ ميكا نيوتريشن في عام 2007.